# Scott Air Force Base
| Entréskylt samt flygfoto från 2008. |  | Entréskylt samt flygfoto från 2008. |
| Entréskylt samt flygfoto från 2008. |  |                                     |

Scott Air Force Base är en militärflygplats (IATA: BLV, ICAO: KBLV, FAA LID: BLV) tillhörande USA:s flygvapen belägen i St. Clair County i delstaten Illinois, USA. Militär flygverksamhet har bedrivits på platsen sedan 1917. 
Scott AFB ligger strax sydost om Saint Louis på andra sidan om Mississippifloden och basen delar landningsbanor med civilflygplatsen MidAmerica St. Louis Airport.
På Scott Air Force Base finns högkvarteren för både det försvarsgrensövergripande United States Transportation Command och flygvapnets Air Mobility Command, samt basering för flera förband inom det reguljära flygvapnet, reservförband samt flygnationalgardet med inriktningen transportflyg samt lufttankning. På Scott AFB finns 13 000 anställda, varav 5 500 militärt heltidsanställda 5 100 civilanställda samt ytterligare 2 400 deltidstjänstgörande inom flygvapnets reserv och flygnationalgardet.